# 美波有里
美波 有里（みなみ ゆり、5月15日 - ）は日本の歌手、アイドル、タレント、モデル。長野県出身。
音楽ユニット『merry merli（メリーメルリー）』元メンバー。

## 経歴
- 2014年デビュー。2014年6月に劇団ドリームクラブの2代目受付役に選ばれた。またLike it!!のファッションモデルとして活躍。
- 2015年5月に個人撮影会を主催した。Showroom「FFRK公式番組 ノーコンクリア挑戦者オーディション」を2位で通過し、面接審査の結果、同番組への出演を決めた[1]。
- 2016年2月に淳の休日の4組目のアイドルグループ『merry merli』のオーディションに合格し、メンバーに選ばれた。
- 2016年12月28日、『merry merli』卒業及び今後はソロ活動を行うと発表された[2]。
- 2019年9月8日、アイドルユニット「めにぱら」のメンバーとして活動開始。

好きなもの：淡いピンク色のもの、ファイナルファンタジー、SLAM DUNK、セーラームーンなど
趣味：イラスト、ゲーム、スポーツ観戦、歌を歌うこと
特技：ものまね

## 出演

### テレビ番組
- 応援美女子!（千葉テレビ）ドラマコーナー

### インターネット番組
- 「劇団ドリームクラブ ニコ生店」
- 「ファイナルファンタジーレコードキーパー」第二回公式生放送(ニコニコ生放送)
- 「hilljo-ヒルズ女学院-」

### DVD
- 「劇団ドリームクラブ―ホストガール ライブオンステージ Vol.3」受付役(2014/11/20、ネリム)
- 「学食戦争」金原万美役(株式会社アドバンス)

### モデル
- Like it!! プラチナガール

### 舞台
- 2014/07　「劇団ドリームクラブ―ホストガール ライブオンステージ Vol.3」受付役
- 2014/11　「劇団ドリームクラブ―ホストガール ライブオンステージ Vol.4」受付役
- 2014/12　「劇団ドリームクラブ― ディナーショー2014」受付役
- 2015/02　「劇団ドリームクラブ―ホストガール ライブオンステージ in SHIBUYA REX」受付役
- 2015/11/13～15　「警視庁鈴鳴署刑事課！」　ヒロイン みどり役

### ライブ
- 2014/9/20、21 「地球防衛軍×劇団ドリームクラブ　ホストガール（or代表）スペシャルLIVEオンステージ」―東京ゲームショウ2014 ディースリー・パブリッシャーブース 受付役として出演。